# 동양지광
《동양지광》(東洋之光)은 일제강점기 말기에 발행된 월간지이다. 약칭 동광(東光)으로도 불린다.
일본어로 발행되는 친일 월간지로서 내선일체를 주장하는 잡지였으며, 1939년 박희도가 사장을 맡아 창간되었다

## 참고자료
- 반민족문제연구소 (1993년 4월 1일). 〈박희도 : 시류 따라 기웃거린 기회주의자의 변절 행로 (김승태)〉. 《친일파 99인 3》. 서울: 돌베개. ISBN 9788971990131.